# Векшё

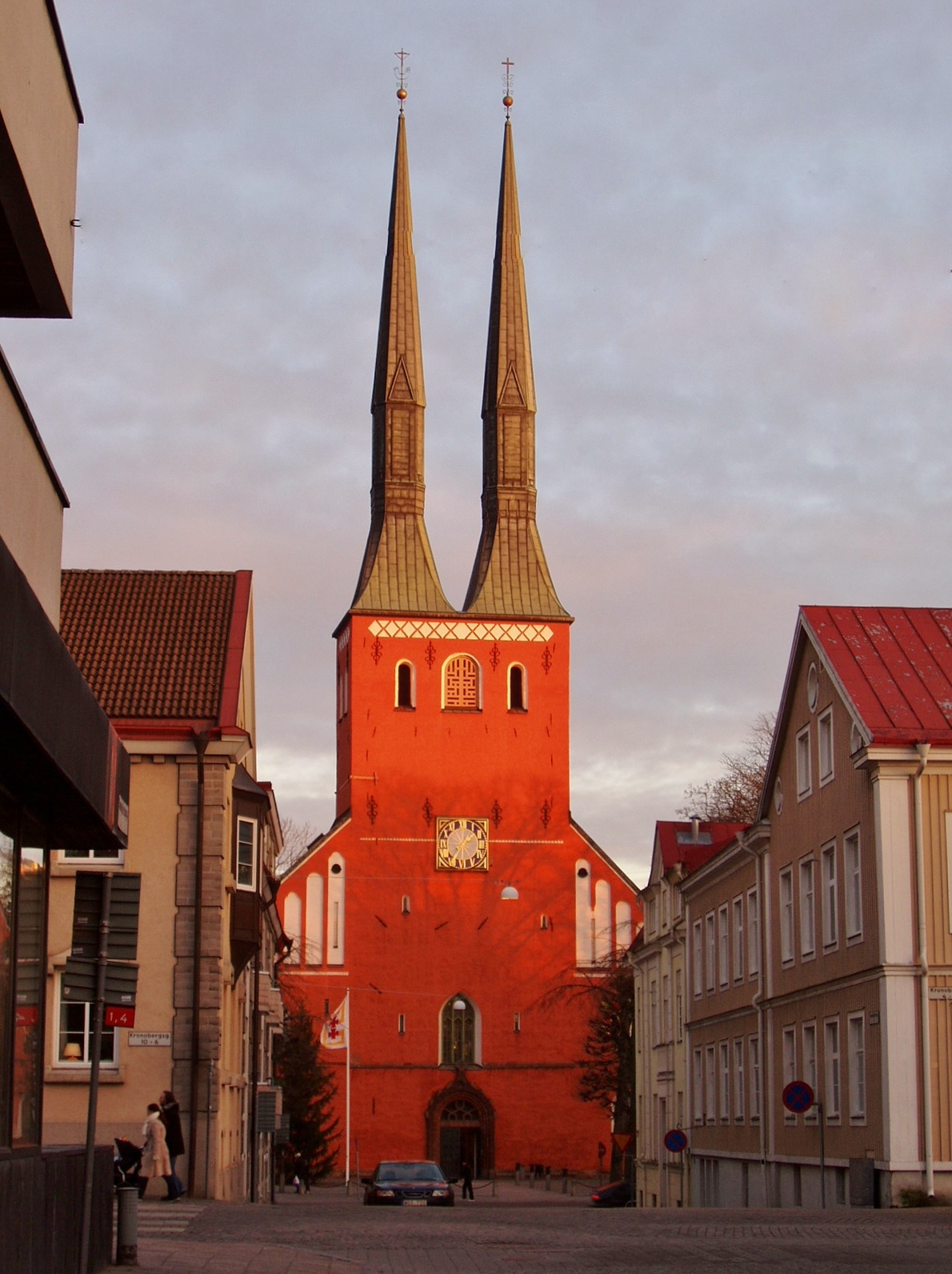
Кафедральный собор Векшё

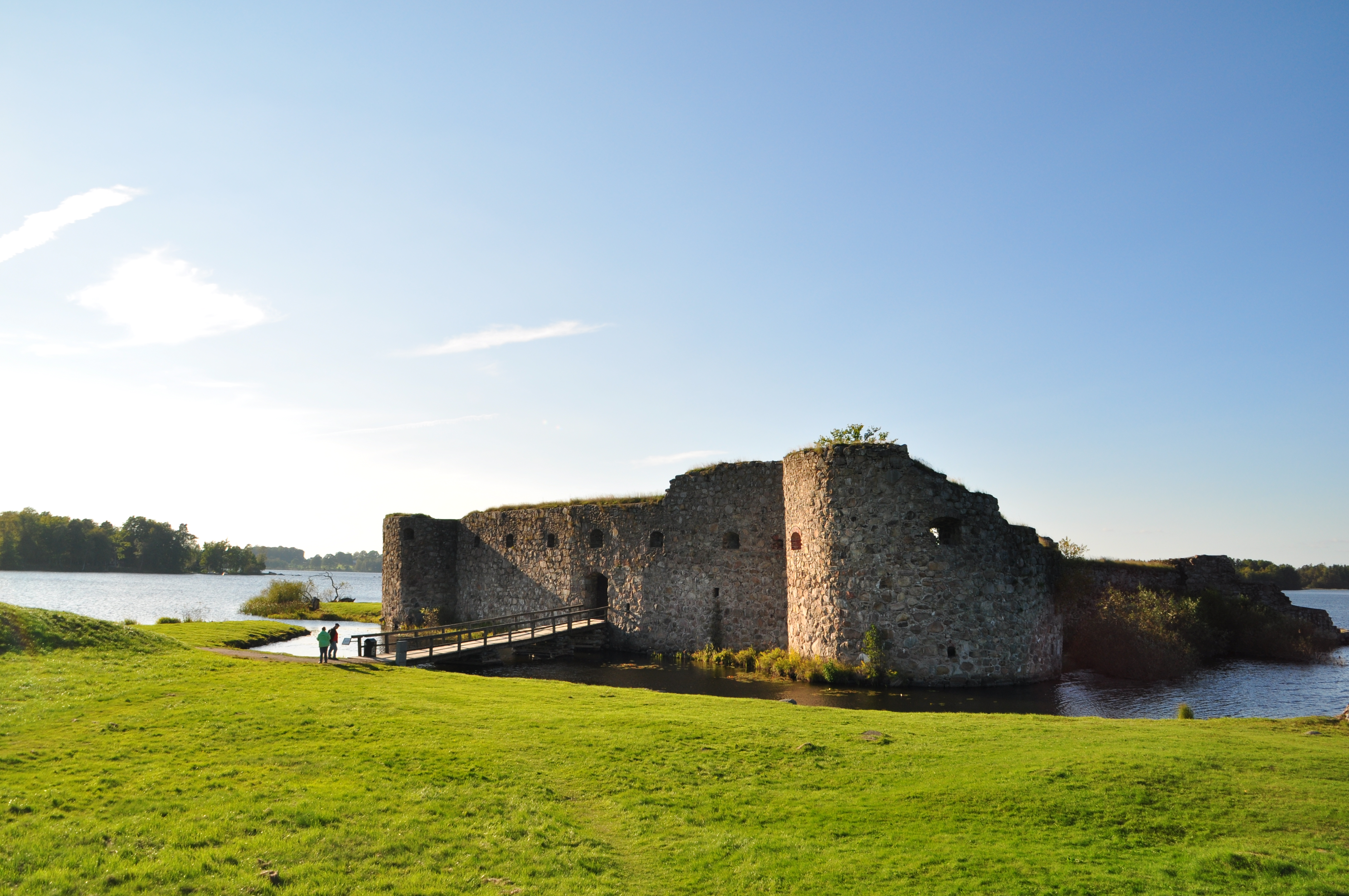
Руины замка Крунуберг

Ве́кшё (швед. Växjö) — город на юге Швеции, расположенный в исторической провинции Смоланд. Административный центр лена Крунуберг. Население города составляет 65 383 жителей (2015), 89 120 (всего муниципалитета). Векшё также является центром так называемого «Стеклянного королевства» — региона с наследием мастерства стекольного изделия.

## География
Векшё расположен между двумя озёрами. Его название происходит вероятно от шведских слов väg (путь) и sjö (озеро), так как в зимнее время крестьяне добирались на рынки через замёрзшие озёра. К северу от города находится озеро Хельгашён (Helgasjön), одно из крупнейших озёр южной Швеции.

## История
Торговля процветала в Векшё ещё в железном веке. Согласно «Легенде о Зигфриде» в эти земли в качестве первого христианского миссионера пришёл Зигфрид из Йорка и построил здесь первую церковь. В 1170 году Векшё стал центром епископства и целью для множества паломников. Городские права Векшё получил 13 февраля 1342 года от короля Магнуса Эрикссона, хотя известно что де-факто городское поселение существовало здесь уже в XI веке. Из-за того, что шведско-датская граница долгое время проходила вблизи города и обе страны вели друг с другом войны, Векшё часто подвергался разорениям, к примеру в 1276, 1570 и 1612 годах. Однако пограничное положение имело и свои выгоды, например в торговле. Построенный преимущественно из дерева город неоднократно страдал от пожаров, в частности в 1799, 1838 и 1843 годах.

## Туризм
Окрестности Векшё популярны среди туристов многих стран Балтийского бассейна. Помимо экскурсий на лодках и катерах, вокруг Векшё есть возможности для походов и туров на велосипедах, посещений стеклянных заводов и замков. Существует множество отелей, предлагающих места для ночёвки. Аэропорт Векшё за последние несколько лет был включен в список посещаемых аэропортов некоторых европейских авиалиний.

## Достопримечательности

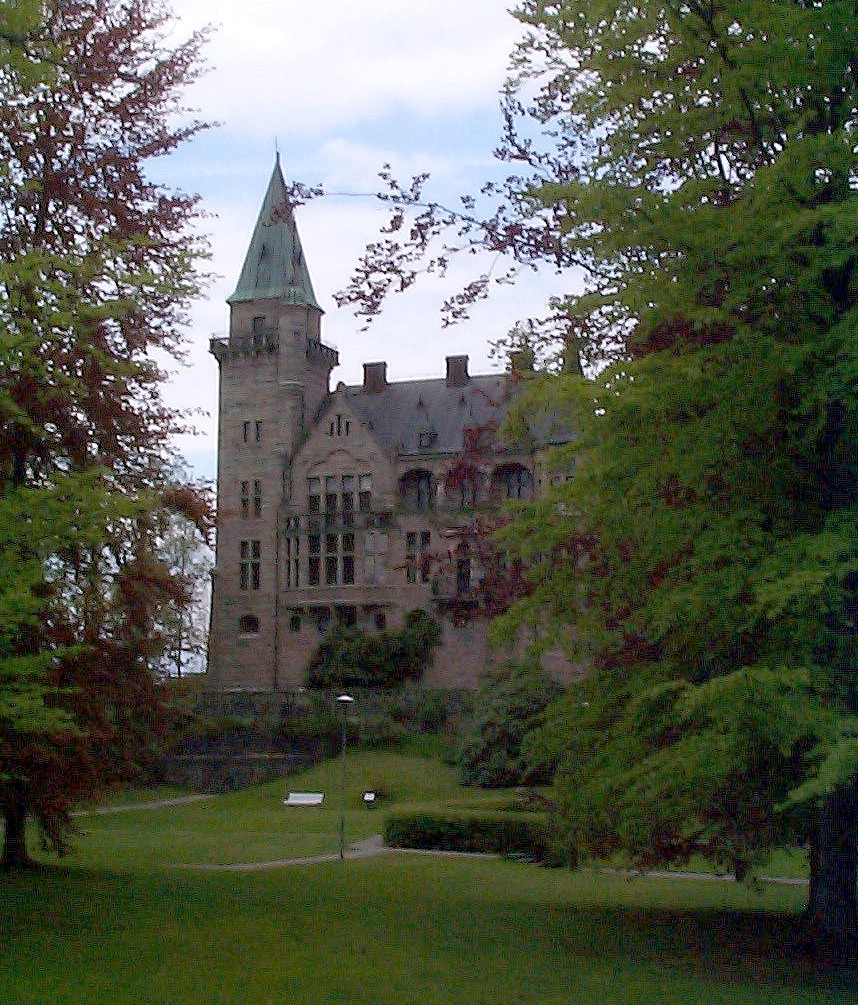
Вид на замок Телеборг

В центре города главной достопримечательностью является кафедральный собор, построенный в XIV веке и на протяжении веков неоднократно реставрированный. В Векшё имеются несколько музеев, в том числе музей эмиграции Utvandrarnas Hus и шведский музей стекла. В районе Телеборг на территории университета находится замок Телеборг, построенный в 1900 году. Стоит посмотреть и на руины замка Крунуберг, около 5 км к северу от города.

## Экономика
Векшё является главным городом для закупок для жителей из всего окрестного региона и является административным и религиозным центром. Благодаря университету здесь возникло множество рабочих мест в академической сфере. Стекольная промышленность представлена институтом по изучению стекла Glafo. Из-за расположения в лесистой местности в Векшё ранее была значительной лесная промышленность. До сих пор в городе расположен Союз лесовладельцев Швеции. В Векшё также расположена авиакомпания Flysmåland.

## Образование
В университете Векшё записаны около 15 500 студентов. На кампусе находится самый крупный деревянный дом Швеции.

## Экологическая политика
В 1996 году Векшё принял политику отказа от использования ископаемого топлива к 2030 году. Это решение было принято в связи с загрязнением и эвтрофикацией озер, окружающих город. Выбросы парниковых газов были сокращены на 41 % с 1993 по 2011 год и на 55 % к 2015 году. За это время экономика города выросла.
К 2014 году выбросы CO2 в Векшё снизились до 2,4 тонны на душу населения, что заметно ниже среднего показателя по ЕС в 7,3 тонны.

### Самый зелёный город Европы
С 2007 года Векшё называет себя «Самым зеленым городом Европы». Это основывается на долгой истории приверженности экологическим проблемам и амбициозных целях для зеленого будущего. Это видение разделяют граждане и местные компании.
В 2017 году Европейская Комиссия наградила Векшё премией «European Green Leaf 2018». Эта премия присуждается городам с населением менее 100 000 человек, которые показывают хорошие результаты и амбиции с точки зрения окружающей среды и стремления к зеленому росту.

## Персоналии

### Родившиеся в Векшё
В Векшё и его окрестностях родились следующие известные люди:
- Йонас Бьоркман, теннисист
- Карл-Биргер Бломдаль, композитор
- Пер Лагерквист, писатель и лауреат Нобелевской премии по литературе в 1951 году
- Отто Линдблад, композитор
- Кристина Нильссон, оперная певица
- Матс Виландер, теннисист
- Агнес фон Крусеншерна, шведская писательница
- Стефан Юханссон, пилот Формулы-1

### Другие личности, связанные с Векшё
Здесь жила антифашистка польского происхождения Данута Даниэльссон, которая в качестве протеста против неонацистской демонстрации ударила одного из участников сумкой. Сейчас в городе установлен памятник «Женщина с сумкой».
Векшё связан с именем великого натуралиста Карла Линнея (1707—1778), который учился в Векшё сначала в низшей грамматической школе (1716—1724), затем в гимназии (1724—1727); а также поэта Эсайаса Тегнера (1782—1846) и легкоатлетки Каролины Клюфт, которая училась в Векшё.
В Векшё живёт семикратный участник Олимпийских игр и олимпийский чемпион 1972 года стрелок из пистолета Рагнар Сканокер.
Знаменитый театральный постановщик и писатель Хеннинг Манкель в 1980-х годах работал в театре Векшё.
В Векшё родился знаменитый теннисист Матс Виландер, бывший первой ракетой мира и выигравший 7 турниров Большого шлема.
По некоторым данным, в Векшё в психиатрической больнице находился на лечении Nattramn, вокалист и участник группы Silencer[значимость факта?].

## Города-побратимы
- Алмере, Нидерланды